# Alliance Air
Alliance Air – indyjska tania linia lotnicza z siedzibą w Nowym Delhi. Obsługuje połączenia krajowe. Głównym hubem jest Port lotniczy Indira Gandhi.
W 2021 Air India, ówczesny właściciel linii został sprywatyzowany i trafił do konglomeratu TATA Group. Umowa sprzedaży nie objęła jednak Alliance Air, w związku z czym przewoźnik pozostał pod kontrolą państwa i zakończył współpracę ze Star Alliance. Prywatyzacja planowana jest w późniejszym terminie.

## Flota
Według stanu na luty 2025 flota Alliance Air składała się z 20 samolotów o średnim wieku 9,3 lat:
| Samolot | Samolot | Samolot   | Liczba miejsc | Liczba miejsc | Uwagi |
| Model   | Aktywne | Zamówione | E             | Łącznie       | Uwagi |
| ------- | ------- | --------- | ------------- | ------------- | ----- |
| ATR 42  | 2       | -         | 48            | 48            |       |
| ATR 72  | 18      | -         | 70            | 70            |       |
| Łącznie | 20      | 0         |               |               |       |